# Оменанкур
Оменанкур (фр. Auménancourt) насеље је и општина у североисточној Француској у региону Шампања-Ардени, у департману Марна која припада префектури Ремс.
По подацима из 2011. године у општини је живело 957 становника, а густина насељености је износила 74,65 становника/km². Општина се простире на површини од 12,82 km². Налази се на средњој надморској висини од 76 метара.

## Демографија
| 1962. | 1968. | 1975. | 1982. | 1990. | 1999. | 2011. |
| ----- | ----- | ----- | ----- | ----- | ----- | ----- |
| 420   | 460   | 522   | 658   | 659   | 696   | 957   |

График промене броја становника у току последњих година